# الوجود يسبق الجوهر
إن الافتراض بأن الوجود يسبق الجوهر هو ادعاء مركزي للوجودية، وهو ما يعكس وجهة النظر الفلسفية التقليدية القائلة بأن جوهر (طبيعة) الشيء أكثر جوهرية وثباتًا من وجوده (مجرد حقيقة وجوده). يرى الوجوديون أن البشر –من خلال وعيهم– يخلقون قيمهم الخاصة ويحددون معنى لحياتهم لأن الإنسان لا يمتلك أي هوية أو قيمة متأصلة. يجب أن يتم إنشاء تلك الهوية أو القيمة من قبل الفرد. ومن خلال طرح الأفعال التي تشكلها، فإنها تجعل وجودها أكثر أهمية.